# Shaman (banda de Brasil)
Shaman es una banda brasileña de power metal formada en el 2000 por tres músicos que dejaron Angra: Andre Matos, Luis Mariutti y Ricardo Confessori. La formación de la banda estuvo completa con el guitarrista Hugo Mariutti (El hermano menor de Luis, que también tocó en la banda Henceforth).
Cuando Shaaman fue formada tenía el nombre Shaman, pero fue forzada a cambiar el nombre por razones legales, debido a la existencia de empresas con el mismo nombre. Posteriormente, volvió al nombre anterior una vez se arregló el asunto.[cita requerida]
En octubre de 2005, André Matos deja oficialmente la banda junto a los hermanos Mariutti. Confessori vuelve a reformar la banda nuevamente con nuevos músicos y su nombre pasa a ser Shaaman otra vez, hasta el año 2013 donde los integrantes menos Confessori crean una nueva banda llamada Noturnall, y Shaman se disuelve.
El 25 de mayo de 2018, la formación original de la banda realiza un show en Sao Pablo (Brasil), y luego realizan más shows en Belo Horizonte, Brasilia y Río de Janeiro.

## Miembros

### Actuales
- Alirio Netto - Vocalista
- Hugo Mariutti - Guitarra
- Luís Mariutti - Bajo
- Ricardo Confessori - Batería
- Fabio Ribeiro - Teclado (en vivo)

### Anteriores
- Andre Matos (†) - Vocalista
- Thiago Bianchi - Vocalista
- Léo Mancini - Guitarra
- Fernando Quesada - Bajo
- Fabrizio Di Sarno - Teclados (en vivo)
- Juninho Carelli - Teclados (en vivo)

## Discografía

### Álbumes
- Ritual (2002)
- Reason (2005)
- Immortal (2007)
- Origins (2010)
- Rescue  (2022)

### Eps
- Demo (2001)

### Singles
- For Tomorrow (2003)
- Innocence (2005)
- Finally Home (2010)